# 塞拉迪利亚
塞拉迪利亚，是西班牙埃斯特雷马杜拉卡塞雷斯省的一个市镇。总面积259平方公里，总人口1881人（2001年），人口密度7人/平方公里。